# 陳炫彬
陳炫彬（韓語：진현빈，1985年10月22日—），韓國男演員，曾用藝名全智厚（전지후）。

## 演出作品

### 電視劇
- 2010年：KBS《學習之神》
- 2010年：SBS《濟眾院》飾演 生徒
- 2011年：SBS《新妓生傳》飾演 孫子
- 2013年：MBC QueeN《美甲店Paris》飾演 Alex／金智憲
- 2014年：MBC every1《戀愛頻率37.2》飾演 姜熙泰
- 2019年：OCN《救救我2》飾演 崔智雄

### 電影
- 2012年：《不會吧 不會吧》飾演 仁成

### MV
- 2009年：2NE1《I Don't Care》
- 2010年：TGUS《還是要感謝》